# Овози Самарканд
«Овози́ Самарка́нд» (тадж. Рӯзномаи «Овози Самарқанд»; узб. «Ovozi Samarqand» gazetasi) — областная общественно-политическая газета на таджикском языке, учредителями и владельцами которой являются Самаркандский областной Совет народных депутатов и Хокимия́т (Администрация) Самаркандской области. Офис газеты находится в центре города Самарканда, на улице Турсунова. Овози Самарканд с таджикского языка переводится как Голос Самарканда. 

## История
Первый выпуск газеты вышел на свет 1 января 1990 года. Первым главным редактором газеты являлся Нор Остонзода, который проработал в этой должности семь лет. В 1995 году при газете была создана таджикская театр-студия «Овози Самарканд», которая функционировала в Самаркандском государственном кукольном театре. 
В октябре 1997 года главным редактором газеты стал известный филолог и литературовед — Гафурджон Махмудов. Позднее была открыта «Библиотека газеты Овози Самарканд». С 2010 года газета стала цветной, также кардинально поменялся дизайн газеты. С 2011 года по 2016 год главным редактором газеты являлся Озоджон Хидиров (Хамидзода). С 2015 года газета стала выходить два раза в неделю. 
В 2017 году редактором газеты стал Баходур Рахмонов, запустивший официальный сайт газеты — ovozi.uz, также газета открыла свою официальную страничку в социальной сети Telegram, Instagram, Facebook и YouTube.
В газете работали и работают ряд известных в республике и в Самаркандской области журналистов, корреспондентов, поэтов, писателей, филологов, литературоведов и общественных деятелей. Работниками газеты являлись и являются такие известные личности как Нор Остонзода, Гафурджон Махмудов, Хурсанд Джумаев, Хазрат Сабохи, Адаш Истад, Шавкат Бахромов, Нусрат Рахмат, Бахтиёр Джумаев, Тошкул Азимзода, Рахматулло Шарифзода, Джамшед Обидов, Фозил Шукуров, Дилрабо Насимова, Фаридун Фарходзод, Малика Джумазода и другие.